# Kanton Bourg-de-Péage
Der Kanton Bourg-de-Péage ist seit 1790 ein französischer Wahlkreis im Arrondissement Valence, im Département Drôme und in der Region Auvergne-Rhône-Alpes; sein Hauptort ist Bourg-de-Péage.

## Gemeinden

### Kanton seit 2015
Der Kanton besteht aus drei Gemeinden und einem Stadtteil mit insgesamt 29.579 Einwohnern (Stand: 1. Januar 2022) auf einer Gesamtfläche von 64,98 km²:
| Gemeinde              | Einwohner 1. Januar 2022 | Fläche km² | Dichte Einw./km² | Code INSEE | Postleitzahl |
| --------------------- | ------------------------ | ---------- | ---------------- | ---------- | ------------ |
| Alixan                | 2.698                    | 28,28      | 95               | 26004      | 26300        |
| Bourg-de-Péage        | 9.777                    | 13,71      | 713              | 26057      | 26300        |
| Romans-sur-Isère      | 17.104                   | 22,99      | 744              | 26281      | 26100        |
| Kanton Bourg-de-Péage | 29.579                   | 64,98      | 455              | 2601       | –            |

1. ↑   Nur der westliche Teil der Gemeinde, der Rest gehört zum Kanton Romans-sur-Isère.

### Kanton Bourg-de-Péage bis 2015
Der alte  Kanton Bourg-de-Péage umfasste die 15 Gemeinden Alixan, Barbières, La Baume-d’Hostun, Beauregard-Baret, Bésayes, Bourg-de-Péage, Charpey, Châteauneuf-sur-Isère, Chatuzange-le-Goubet, Eymeux, Hostun, Jaillans, Marches, Rochefort-Samson und Saint-Vincent-la-Commanderie.